# 董培军
董培军（1955年—2014年8月），男，原天津港公安局局长，曾获“全国严打整治斗争先进工作者”、“全国优秀公安局长”等荣誉称号。董培军被指与已落马的原天津市公安局长武长顺私交甚好。2014年，董培军因遭到举报而接受有关部门调查，调查期间因罹患癌症在医院病逝，调查线索中断。
2015年8月，董培军之子董社轩参股的企业天津东疆保税港区瑞海国际物流有限公司涉嫌在其曾经辖区内违规经营并造成特大火灾爆炸事故，而引起媒体关注。

## 履历
1999年出版的《中国改革战略研究文汇》上卷收录了辛金水与董培军合作的《适应改革开放新形势强化港口治安动态管理》，文末的作者简介中，董培军的年龄为44岁，文化水平为大专，1981年进入天津港公安局参加工作，1998年被任命为天津港公安分局刑侦支队副支队长。2003年6月，董培军获得表彰，成为435名“全国‘严打’整治斗争先进工作者”之一。2012年5月，董培军作为全国优秀公安局长代表，得到时任交通运输部部长李盛霖接见。

## 遭到调查
有接近天津港公安局人士对新京报记者表示，董培军的能量很大，多次被举报均能平安过关，其与已落马的原天津市公安局长武长顺的关系很好。多位天津市政府官员证实，于2014年罹患癌症去世的董培军，在去世前已因涉嫌滥用职权为亲属牟利以及贪污受贿被天津市纪委、市监察局调查。一位参与办案人士透露，在调查期间董培军因身体不适被送往医院，随后在医院肝癌晚期发作不治身亡，相关线索因此中断。

## 天津港“8.12”特别重大火灾爆炸事故
2015年8月12日，天津港发生一起特别重大火灾爆炸事故，造成了惨重人员伤亡和附近区域的严重毁坏。事发后，《财经》记者独家披露涉事的瑞海国际物流危险品仓库的实际股东之一为董培军之子——董蒙蒙（音）。《中国新闻周刊》则披露，董培军儿子确实与涉事企业有关，但真实姓名为董社轩。